# 2 Batalion Logistyczny Ziemi Żnińskiej
2 batalion logistyczny „Ziemi Żnińskiej” (2blog) – pododdział logistyczny Sił Zbrojnych RP.

## Historia
2 batalion logistyczny sformowano w Bydgoszczy. Jest oddziałem wojskowym będącym w strukturach i podporządkowanym 1 Brygadzie Logistycznej w Bydgoszczy, która powstała na bazie rozformowanego 4 pułku dowodzenia oraz 5 pułku zabezpieczenia Dowództwa Pomorskiego Okręgu Wojskowego na podstawie :
- Decyzji MON Nr PF-57/Org./P1 z dnia 22 października 2003;
- Rozkazu Szefa Sztabu Generalnego WP Nr PF-376/Org./P1 z dnia 7 listopada 2003;
- Rozkazu Dowódcy Wojsk Lądowych Nr PF-222 z dnia 11 grudnia 2003.

Termin sformowania jednostki określono na 30 czerwca 2004 roku.
2 batalion logistyczny „Ziemi Żnińskiej” został wyróżniony tytułem honorowym Przodujący Oddział Wojska Polskiego przez Ministra Obrony Narodowej za uzyskanie najlepszych wyników w działalności służbowej w 2010 r.
Prezydium Zarządu Głównego Towarzystwa Pamięci Powstania Wielkopolskiego 1918/1919, Uchwałą nr 12 z 16 listopada 2011 r. nadało 2. batalionowi logistycznemu Ziemi Żnińskiej Odznakę Honorową Wierni Tradycji za wybitne zasługi w dziele upowszechniania wiedzy i pamięci o Powstaniu Wielkopolskim 1918/1919.

## Zadania
- zabezpieczenie logistyczne jednostek wydzielonych do działań poza granicami kraju;
- zabezpieczenie logistycznie sił wydzielanych do zwalczania skutków klęsk żywiołowych i katastrof;
- zabezpieczenie transportu jednostkom w jej rejonie odpowiedzialności.

## Tradycje
- Decyzją Nr 242/MON/PSSS z dnia 3 sierpnia 2005 roku zatwierdzono wzór odznaki pamiątkowej batalionu[1];
- Decyzją Nr 278/MON z dnia 24 sierpnia 2005 roku batalion nosi nazwę wyróżniającą „Ziemi Żnińskiej”[3], tą samą decyzją ustalono święto jednostki na dzień 10 września[2];
- 2 batalion logistyczny otrzymał sztandar wojskowy w dniu 10 września 2005 roku na Rynku w Żninie. Sztandar został ufundowany przez społeczny komitet pod przewodnictwem starosty żnińskiego Zbigniewa Jaszczuka, a rodzicami chrzestnymi sztandaru zostali Jadwiga Chojnowska i Ireneusz Przybyłowicz[4].
- Decyzją Nr 488/MON z dnia 16 grudnia 2011 roku zatwierdzono wzór oznaki rozpoznawczej batalionu[5].

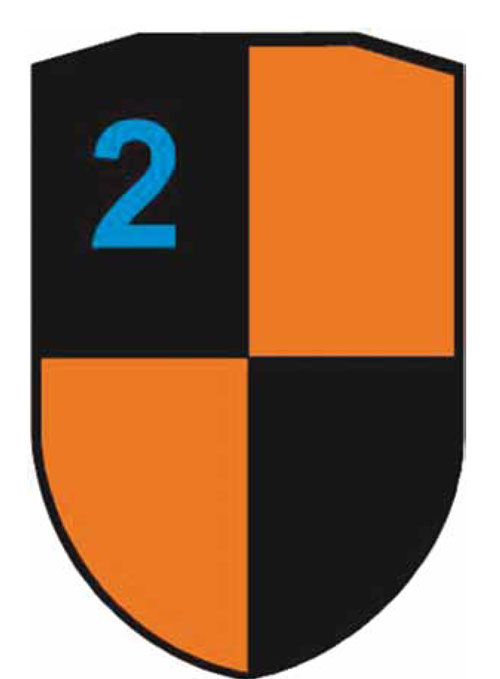
Oznaka rozpoznawcza na mundur wyjściowy
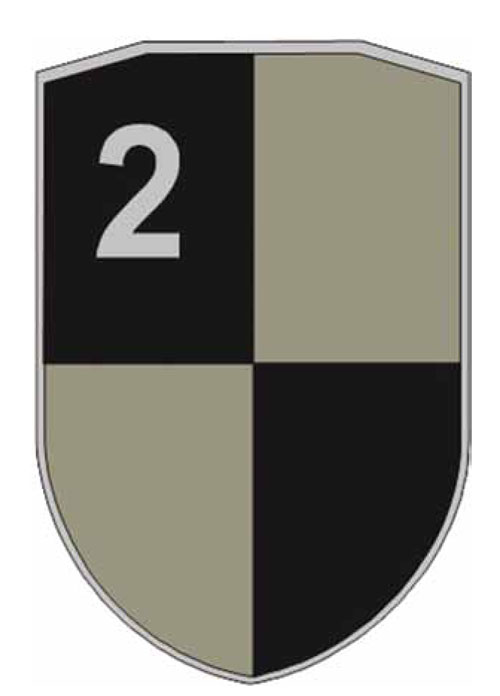
Oznaka rozpoznawcza na mundur polowy

## Struktura
- Dowództwo
- Sztab
- Sekcja Ochrony Informacji Niejawnych
- 21 kompania dowodzenia
- 22 kompania zabezpieczenia
- 23 kompania transportowa
- 24 kompania transportowa
- 25 kompania transportowa
- 26 kompania logistyczna
- Sekcja Mobilnego Modułu Przeładunkowego
- Zespół Zabezpieczenia Medycznego

## Dowódcy
- ppłk Mirosław Lis – (14 lipca 2004 - 30 kwietnia 2007)
- ppłk Marek Kobierecki – (30 kwietnia 2007 - 22 października 2007)
- ppłk Tadeusz Burzyński – (22 października 2007 - 16 października 2012)
- ppłk Andrzej Zalewski – (16 października 2012 - 4 stycznia 2017)
- cz. p.o. mjr Szymon Łagoda (4 stycznia 2017 - 13 lutego 2017)
- ppłk Jerzy Jędrasik – (13 lutego 2017 - 1 marca 2019)
- ppłk Jacek Kafka – (1 marca 2019 - 19 lutego 2023)
- ppłk Maciej Marszał – (11 kwietnia 2023 - obecnie)